# Nzeto (ort i Angola)
Nzeto är en ort i Angola.   Den ligger i provinsen Zaire, i den nordvästra delen av landet, 180 km norr om huvudstaden Luanda. Nzeto ligger 19 meter över havet och antalet invånare är 18 352.
Terrängen runt Nzeto är platt. Havet är nära Nzeto västerut. Det finns inga andra samhällen i närheten. 
I omgivningarna runt Nzeto växer huvudsakligen savannskog. Runt Nzeto är det mycket glesbefolkat, med 7 invånare per kvadratkilometer.